# José Ramos (cyclisme)
Pour les articles homonymes, voir José Ramos.
Ramos  Querales est un nom espagnol. Le premier nom de famille, en général paternel, est Ramos ; le second, en général maternel, souvent omis, est Querales.
José Antonio Ramos Querales (né le 27 février 1983) est un coureur cycliste vénézuélien.

## Palmarès sur route

### Par année
- 2004
  - Vuelta a Sucre
- 2007
  - 4e étape du Tour de Galice
- 2008
  - 3e étape du Tour du Portugal de l'Avenir
- 2010
  - Clásico Pedro Infante
- 2014
  - Clásico Pedro Infante
- 2015
  - Tour du Zulia :
    - Classement général
    - 2e étape
- 2016
  - Clásico Virgen de la Begoña

### Classements mondiaux
| Année            | 2005   | 2006 | 2007 | 2008 | 2009 | 2010 | 2011 | 2012 | 2013 | 2014 | 2015 |
| ---------------- | ------ | ---- | ---- | ---- | ---- | ---- | ---- | ---- | ---- | ---- | ---- |
| UCI Europe Tour  | 1 059e | 968e |      |      |      |      |      |      |      |      |      |
| UCI America Tour |        |      |      |      |      |      | 383e | 298e |      |      | 291e |

## Palmarès sur piste

### Championnats nationaux
- 2012
  - 2e du championnat du Venezuela de poursuite par équipes
  - 3e du championnat du Venezuela de l'omnium
- 2013
  - 2e du championnat du Venezuela de poursuite
  - 2e du championnat du Venezuela de l'américaine
- 2016
  -  Champion du Venezuela de poursuite[6]
  -  Champion du Venezuela de poursuite par équipes (avec Ángel Pulgar, Leonardo Torres et Luis Mendoza)[7]